# Johann Sachenkirch
Johann Sachenkirch (Johannes Sachenkirch) – patrycjusz świdnicki, burmistrz miasta w latach 1483/1484, 1486/1487, 1488/1489, 1489/1490, 1498/1499 i 1501/1502.
Pochodził ze znanej, szlacheckiej rodziny, której członkowie od dawna odgrywali ważną rolę w życiu społeczno - politycznym miasta. Był żonaty z Veronicą (Veroniką, Weroniką) Ebersdorfin, córką Johannesa Ebersdorffa (Ebersdorfa) i Margarethy z domu Schlegel. W 1500 roku wspólnie z małżonką ufundował kościół pw. św. Barbary (obecnie ul. Basztowa 2).
W dokumentach zachowała się też wzmianka o złożonej przez niego ofierze w wysokości 1 grzywny na kaplicę św. Małgorzaty.